# Hanspeter Danuser
Hanspeter Danuser (* 22. März 1940 in Winterthur; † 16. Juni 2000 in Hombrechtikon) war ein Schweizer Historiker und Drehbuchautor. 
Er studierte Geschichte und deutsche Literatur an der Universität Zürich. In den 1960er Jahren arbeitete er für das Schweizer Fernsehen und wurde Redaktionsleiter der Sendung Antenne. In den 1970er Jahren arbeitete er erst als Angestellter, danach selbständig als Drehbuchautor. 1985 gestaltete er zusammen mit Jupe Haegler, den Schweizerpavillon an der Expo 85 (Tsukuba) in Japan.
Ab Ende der 1970er-Jahre wohnte er in Hemberg im Toggenburg.
Hanspeter Danuser war dreimal verheiratet und hatte zwei Söhne aus erster Ehe. Er starb beim Fahrradfahren an Herzversagen.